# Calycopeplus paucifolius
Calycopeplus paucifolius är en törelväxtart som först beskrevs av Johann Friedrich Klotzsch, och fick sitt nu gällande namn av Henri Ernest Baillon. Calycopeplus paucifolius ingår i släktet Calycopeplus och familjen törelväxter. Inga underarter finns listade i Catalogue of Life.